# Захоплення Пеньйон-де-Алжира (1529)

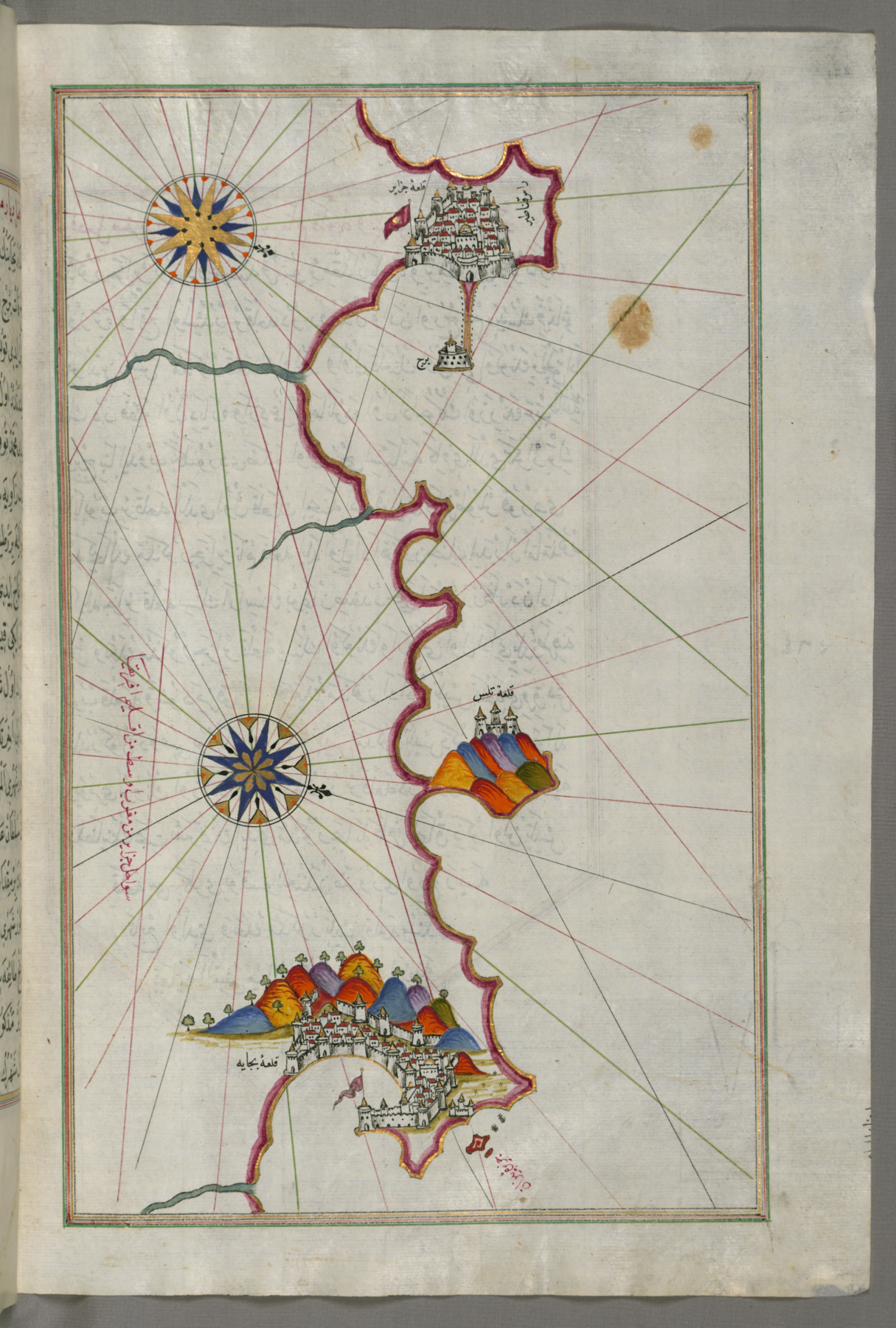
Алжир і Беджая на карті османського адмірала Пірі-реїса

Захоплення Пеньйон-де-Алжира — захоплення в 1529 році бейлербеєм Алжиру Хизир-реїсом Барбароссою іспанської фортеці на невеликому острівці Пеньйон-де-Алжир, навпроти міста Алжир на африканському узбережжі Середземного моря.

## Передумови
У 1510 році іспанці утвердилися на невеликому острівці Пеньйон-де-Алжир, що знаходився в морі навпроти міста Алжир на африканському узбережжі Середземного моря та змусили місцевого правителя — еміра Саліма аль-Тумі (Селім-бін-Теумі) укласти договір про визнання васалітету і сплату данини. На острові Пеньйон-де-Алжир були збудовані укріплення та розміщено гарнізон із 200 осіб. Саліму аль-Тумі довелося відвідати Іспанію, щоб на місці скласти присягу на вірність Фернандо Арагонському. Після смерті Фернандо у 1516 році, Салім аль-Тумі запросив братів корсарів Арудж-реїса і Хайреддіна Барбароссу допомогти вигнати іспанців. Арудж, що прибув до Алжиру з допоміжним османським військом, наказав вбити Саліма, через його змову з іспанцями. Після захоплення міста Аруджем і вбивства лояльного іспанцям правителя, іспанці організували декілька експедицій для звільнення міста від корсарів та османського загону — першу на чолі з Дієго де Вера відразу в 1516 році і згодом на чолі з Уго де Монкада в 1519 р, але обидві експедиції закінчились невдало. Після того, як Арудж-реїс загинув в 1518 році у битві проти іспанців під час боїв за Тлемсен, його наступником на посаді правителя Алжиру став його брат Хизир-реїс (майбутній Хайр ад-Дін Барбаросса)
Захоплення Алжиру в 1516 році стало можливим за підтримки військ османського султана Селіма I. Ця підтримка припинилась зі смертю султана Селіма в 1520 році, в результаті чого в 1524 році Барбаросса втратив місто на користь місцевого ватажка кабілів і відступив до алжирського міста Джиджель.

## Повторне завоювання

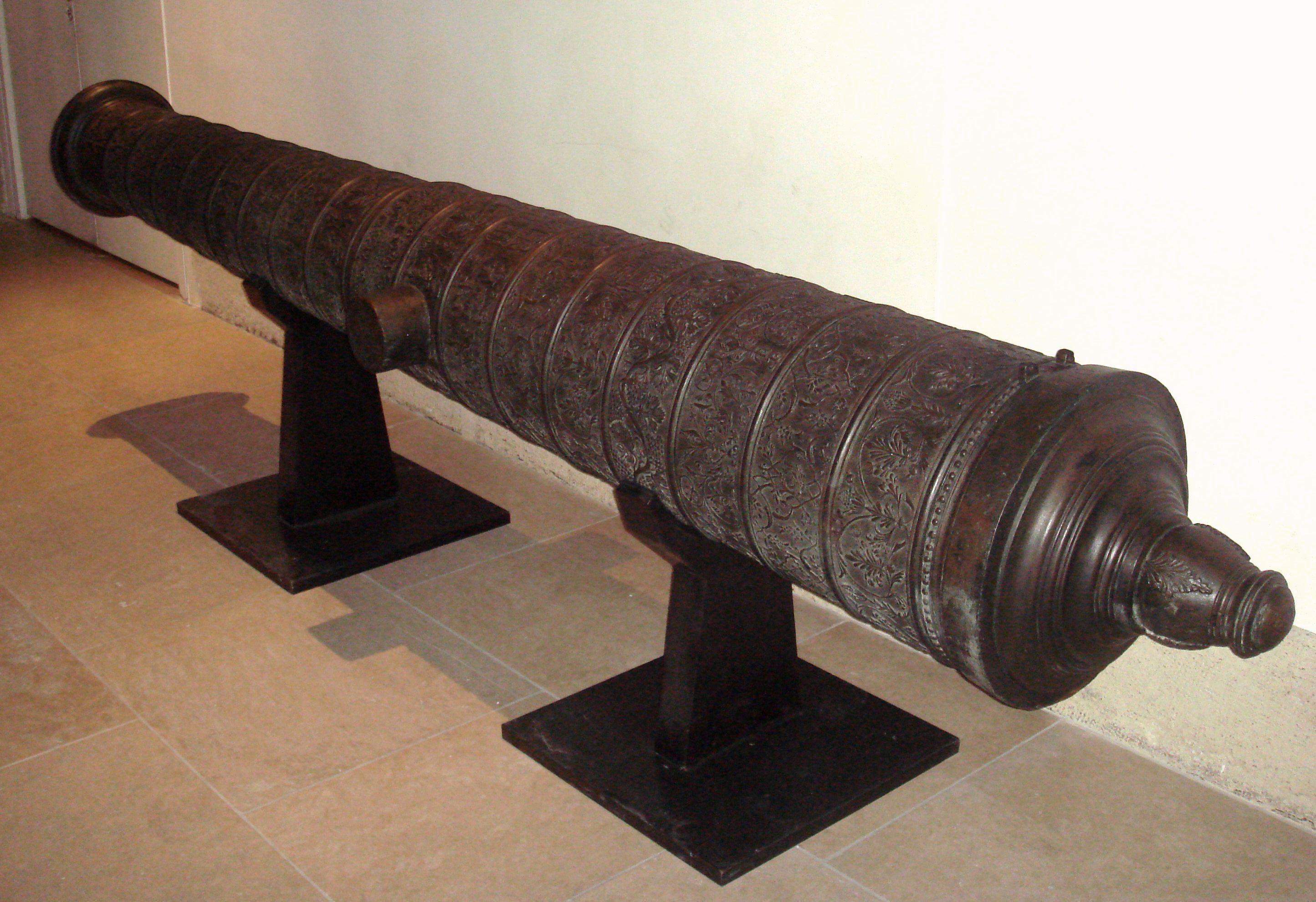
Османська гармата, відлита 8 жовтня 1581 року в Алжирі. Довжина: 385 см, кал: 178 мм, вага: 2910 кг, стріляла кам'яними ядрами. Музей армії, Париж.

Коли Сулейман Пишний в січні 1529 року оголосив війну Фердинанду I Габсбургу, брату і співправителю імператора Священної Римської Імперії Карла V, він також вирішив перейти в наступ проти габсбурзьких володінь у західному Середземномор'ї і тому відновив османську підтримку Барбаросси.
Хизир Барбаросса отримав від Османської імперії 2000 яничарів, артилерію та важливу фінансову підтримку. Першим кроком Барбаросси став підкуп прихильників місцевого шейха Алжира і отримання їх підтримки. Захопивши таким чином владу в місті, Барбаросса розпочав облогу іспанської фортеці на острові Пеньйон-де-Алжир, що розміщувався біля входу в гавань. 29 травня 1529 р., після 22 днів безперервного артилерійського обстрілу, так і не отримавши допомоги від Іспанії, іспанський гарнізон фортеці на чолі з губернатором Мартіном де Варгас остаточно капітулював. На момент капітуляції в живих залишалось лише 25 чоловіків. Варгас був забитий до смерті палицями, а фортеця, як символ іспанської зверхності, була повністю знесена. Після демонтажу фортеці, каміння з її стін було використано для спорудження морського молу, на будівництві якого були задіяні захоплені в полон християнські раби.

## Наслідки
Протягом наступних років Барбаросса використовував Алжир як основну базу для здійснення рейдів з берберського узбережжя. Для чергової спроби повернення міста під іспанський контроль, в 1541 році Карлом V була організована великомасштабна третя Алжирська експедиція, але й вона закінчилась цілковитою катастрофою. Алжир залишався під османською владою протягом наступних трьох століть, аж до французького завоювання Алжиру у 1830 році.